# Saint-Félix (Charente)
Saint-Félix ist eine westfranzösische Gemeinde mit 102 Einwohnern (Stand: 1. Januar 2022) im Département Charente in der Region Nouvelle-Aquitaine (vor 2016 Poitou-Charentes). Sie gehört zum Arrondissement Cognac und zum Kanton Charente-Sud. 

## Lage
Saint-Félix liegt etwa 36 Kilometer südsüdwestlich von Angoulême. Umgeben ist Saint-Félix von den Nachbargemeinden Poullignac im Nordwesten und Norden, Saint-Martial im Nordosten und Osten, Saint-Laurent-des-Combes im Osten und Südosten, Châtignac im Süden und Südwesten sowie Sainte-Souline im Westen und Nordwesten.

## Bevölkerungsentwicklung
| Jahr                       | 1962 | 1968 | 1975 | 1982 | 1990 | 1999 | 2006 | 2019 |
| Einwohner                  | 179  | 205  | 175  | 136  | 118  | 119  | 113  | 107  |
| Quellen: Cassini und INSEE |      |      |      |      |      |      |      |      |

## Sehenswürdigkeiten

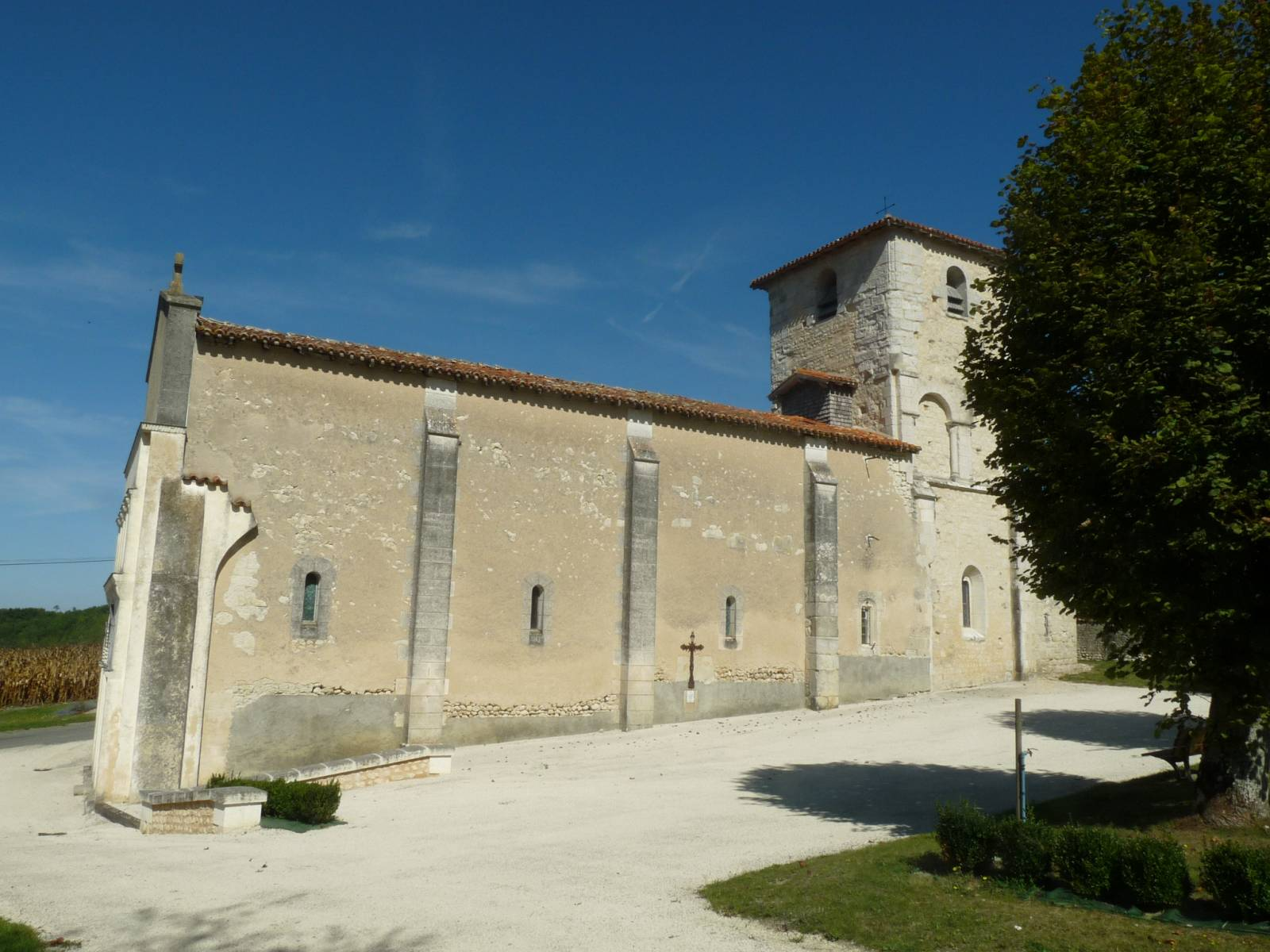
Kirche Saint-Félix

- Kirche Saint-Félix aus dem 12. Jahrhundert, Monument historique seit 1984